# Loub Yacout Zaïdou
Loub Yakout Zaïdou (Geburtsname: Loub Yacout Attoumane, geb. um 1961, Ouani) ist eine Hebamme, sowie Beamte und Politikerin in den Komoren. Seit 2019 ist sie Minister for Health, Solidarity, Social Protection and Gender Promotion.

## Leben
Loub Yacout Attoumane wurde um 1961 in Ouani auf der Insel Anjouan geboren. Sie erwarb 1979 ihren Schulabschluss am Lyceum von Mutsamudu. Einen Abschluss (Diplôme de technicien supérieur) in Geburtshilfe erhielt sie 1983 an der Faculté de Médecine de Tunis (FMT, كلية الطب بتونس‎), Tunesien, dann arbeitete sie als Hebamme am Hombo State Hospital von 1984 bis 1987. Von 1987 bis 1990 studierte sie im Senegal, wo sie ein weiteres Diplom in Pflege erhielt. Bei ihrer Rückkehr in die Komoren übernahm Zaïdou Aufgaben in der Gesundheitserziehung und Familienplanung. Von 1997 bis 1999 besuchte sie die National School of Administration (ÉNA) der Elfenbeinküste, wo sie ein Studium in Health Management abschloss. Ab 2000 übernahm Zaïdou verschiedene leitende Positionen im regionalen Gesundheitssystem von Anjouan und arbeitete an Projekten zur Bekämpfung von Tuberkulose, AIDS und Malaria. Im März 2009 wurde sie als Beamte zur Programmplanung und Koordinatorin für Nichtregierungsorganisationen  beim Gesundheitsministerium angestellt. Im Juni 2019 wurde sie ernannt als Minister for Health, Solidarity, Social Protection and Gender Promotion. Zu diesem Anlass sagte sie, dass sie das Ministerium reorganisieren wolle und daran arbeiten werde, Gewalt gegen Frauen und Kinder zu beenden.

## Familie
Zaïdou ist verheiratet mit einem Arzt und hat drei Töchter. Sie ist aktiv in der Association of Comorian Midwives (Vereinigung der Hebammen der Komoren).